# Ceratochilus
Ceratochilus (em português: Ceratóquilo) é um género botânico pertencente à família das orquídeas (Orchidaceae).

## Etimologia
O nome deste gênero deriva da união de duas palavras gregas: κέρας, κερατος (keras, keratos), que significa "corno"; e χειλος (Kheilos) que significa "lábio", numa referência às calosidades córneas do labelo.

## Espécie
1. Ceratochilus biglandulosus <mall>Blume (1825)